# Championnat d'Italie de rugby à XV 1965-1966
Navigation
Serie A 1964-1965 Serie A 1966-1967
Le Championnat d'Italie de rugby à XV 1965-1966 oppose les douze meilleures équipes italiennes de rugby à XV. Le championnat débute en 1965 et se termine en 1966. Le tournoi se déroule sous la forme d'un championnat unique en matchs aller-retour.
Partenope Napoli remporte le titre pour la 2e fois consécutive.

## Équipes participantes
Les douze équipes sont les suivantes :
| - GBC Amatori Milan - CUS Firenze - CUS Roma Ignis - Fiamme Oro - Frascati - Livorno | - Rugby Milano - Parme - Partenope Napoli - Petrarca - Rugby Rovigo - Metalcrom Trévise |

## Classement
| Rang | Club                | J  | V  | N | D  | Pm  | Pe  | Diff | Pts |
| ---- | ------------------- | -- | -- | - | -- | --- | --- | ---- | --- |
| 1    | Partenope (T)       | 22 | 17 | 3 | 2  | 244 | 108 | +136 | 37  |
| 2    | CUS Roma Ignis      | 22 | 15 | 3 | 4  | 184 | 104 | +80  | 33  |
| 3    | Petrarca Padoue     | 22 | 11 | 1 | 10 | 154 | 125 | +29  | 23  |
| 4    | L'Aquila Rugby      | 22 | 11 | 1 | 10 | 151 | 130 | +21  | 23  |
| 5    | Rugby Rovigo        | 22 | 10 | 2 | 10 | 148 | 183 | -35  | 22  |
| 6    | Fiamme Oro Padova   | 22 | 9  | 3 | 10 | 135 | 124 | +11  | 21  |
| 7    | Rugby Parma         | 22 | 9  | 2 | 11 | 168 | 200 | -32  | 20  |
| 8    | Livorno             | 22 | 8  | 3 | 11 | 148 | 174 | -26  | 19  |
| 9    | Rugby Milano        | 22 | 7  | 5 | 10 | 157 | 220 | -63  | 19  |
| 11   | Amatori Rugby Milan | 22 | 7  | 4 | 11 | 110 | 148 | -38  | 18  |
| 11   | Metalcrom Trévise   | 22 | 7  | 3 | 12 | 119 | 154 | -35  | 17  |
| 12   | Frascati            | 22 | 5  | 2 | 15 | 96  | 144 | -48  | 11  |

|  | Vainqueur (no 1)         |
|  | Relégués (no 11, no 12)  |
|  | T : tenant du titre 1965 |

Attribution des points :  victoire : 2, match nul : 1, défaite : 0.

## Vainqueur
| Entraîneur | Entraîneur             | Emilio Fusco              |
| Avants     | Pilier                 | Grandoni                  |
| Avants     | Talonneur              | Fiorito                   |
| Avants     | Deuxième ligne         | Boscaino, Russo, Trignano |
| Avants     | Troisième ligne aile   |                           |
| Avants     | Troisième ligne centre |                           |
| Arrières   | Demi de mêlée          |                           |
| Arrières   | Demi d'ouverture       | De Falco                  |
| Arrières   | Centre                 |                           |
| Arrières   | Ailier                 | Grieco, Raffin            |
| Arrières   | Arrière                | Trapanese                 |